# Eulalia subulifera
Eulalia subulifera är en ringmaskart som beskrevs av Ehlers 1897. Eulalia subulifera ingår i släktet Eulalia och familjen Phyllodocidae. Inga underarter finns listade i Catalogue of Life.